# God Told Me To
God Told Me To (estrenada en alguns mercats de cinema com a Demon) és una pel·lícula de terror de ciència-ficció del 1976 escrita, dirigida i produïda per Larry Cohen. Com moltes de les pel·lícules de Cohen, es va rodar a Nova York i incorpora aspectes del procediment policial.

## Argument
A Nova York, un pistoler situat dalt d'una torre d'aigua, obre foc amb un rifle de calibre .22 LR als carrers plens de gent de sota, matant a l'atzar quinze vianants. Peter Nicholas, un detectiu i  catòlic devot del NYPD, puja a la torre per parlar amb el franctirador. Abans de saltar a la seva mort, l'home armat li diu a Nicholas que "Déu li va dir" que cometés els assassinats.
Encara que traumatitzat per l'atac, Nicholas investiga una sèrie d'assassinats aparentment no premeditats que segueixen: un apunyalament massiu en un supermercat, un tiroteig massiu per part d'un agent de policia en la desfilada del dia de Sant Patrici i un home que assassina la seva dona i els seus fills. Tots han estat comesos per una varietat d'agressors inconnexos, aparentment normals, que afirmen que Déu els va dir que matessin. Nicholas s'assabenta que un dels assassins coneixia un jove de cabells llargs anomenat Bernard Phillips. Quan Nicholas visita l'adreça de Phillips, la mare de Phillips l'ataca amb un ganivet, però aquesta mor durant l'atac en caure per un tram d'escales. Resulta que era verge i una vegada va afirmar que va ser segrestada per extraterrestres. Els superiors de Nicholas es neguen a reconèixer una motivació religiosa per als assassinats i el suspenen, així que filtra aquesta història a la premsa, provocant pànic.
Un oficial corrupte d'alt nivell de la policia de Nova York és apunyalat per Zero, un gàngster que havia traït. Zero disfressa l'assassinat com un dels assassinats de "Déu"; tanmateix, Nicholas dedueix correctament que és una cobertura per a un assassinat no relacionat, assenyalant que els assassins anteriors es van quedar tots on van cometre els seus crims i van acceptar ser arrestats o disparats (o suïcidar-se) després de confessar que "Déu els va dir que" cometressin les atrocitats.
Un grup de rics cultistes religiosos estan sotmesos a Bernard Phillips i són conscients que Phillips està influint en els assassins mentre els contacta i els controla mitjançant poders psíquics mentre els informa de cada atrocitat imminent. Phillips fa que un dels membres convidi en Nicholas a unir-se a ells, però quan Nicholas li pregunta si el seguidor sap de la mare de Phillips, el seguidor pateix convulsions i cau mort.
Un altre membre del culte intenta matar Nicholas empenyent-lo davant d'un tren de metro, però quan falla, Nicholas l'obliga a portar-lo a Phillips, que s'aïlla en una sala de forn sota terra. Després de lliurar a Nicholas, el seguidor es decapita amb un ascensor. Una breu reunió convenç Nicholas que ell mateix és especial i que la raó per la qual Phillips no el mata és que Phillips el necessita per a algun propòsit.
En investigar els seus propis registres d'adopció, Nicholas troba una dona gran que sembla ser la seva mare biològica. Explica que va renunciar al seu fill extra matrimonial després de quedar brutalment embarassada per una estranya bola de llum mentre tornava a casa des de la Fira Mundial de Nova York el 1941. La reunió els angoixa a tots dos, i en Nicholas dubta sobre qui o què és ell. S'adona que ell també té poders psíquics, que utilitza per enfrontar-se i matar Zero.
Nicholas s'enfronta a Phillips per última vegada i descobreix la veritat: tant ell com Phillips són el resultat de "naixements verges" causats per una misteriosa "entitat de llum" extraterrestre amb poders psíquics/sobrenaturals i tecnologia avançada de naus espacials. Els gens humans de Nicholas són dominants, per això no és conscient de la seva veritable naturalesa, mentre que Phillips s'assembla més al seu progenitor invisible. Phillips es revela com un hermafrodita que desitja generar una nova espècie amb el seu "germà". Nicholas es nega i ataca Phillips, els poders del qual fan que l'edifici on es troben s'ensorri. Nicholas aconsegueix escapar de l'escena però Phillips és assassinat. Nicholas és arrestat per l'assassinat de Phillips. Quan la policia el porta al jutjat, un periodista li pregunta per què ha comès el crim. Ell respon: "Déu m'ho va dir". Nicholas és internat   al Matteawan State Hospital for the Criminally Insane.

## Repartiment
- Tony Lo Bianco com el tinent Peter J. Nicholas
- Deborah Raffin com a Casey Forster
- Sandy Dennis com a Martha Nicholas
- Sylvia Sidney com Elizabeth Mullin
- Sam Levene com Everett Lukas
- Robert Drivas com a David Morten
- Mike Kellin com a comissari adjunt
- Richard Lynch com a Bernard Phillips
- Sammy Williams com a Harold Gorman
- George Patterson com a Zero
- Harry Bellaver com a "Cookie"
- Andy Kaufman com el policia assassí

## Producció
Cohen es va inspirar per fer la pel·lícula en la Bíblia. Pensava que Déu de la Bíblia era un dels personatges més violents de la literatura. També va ser influènciat pel llibre Erinnerungen an die Zukunft d'Erich von Däniken.

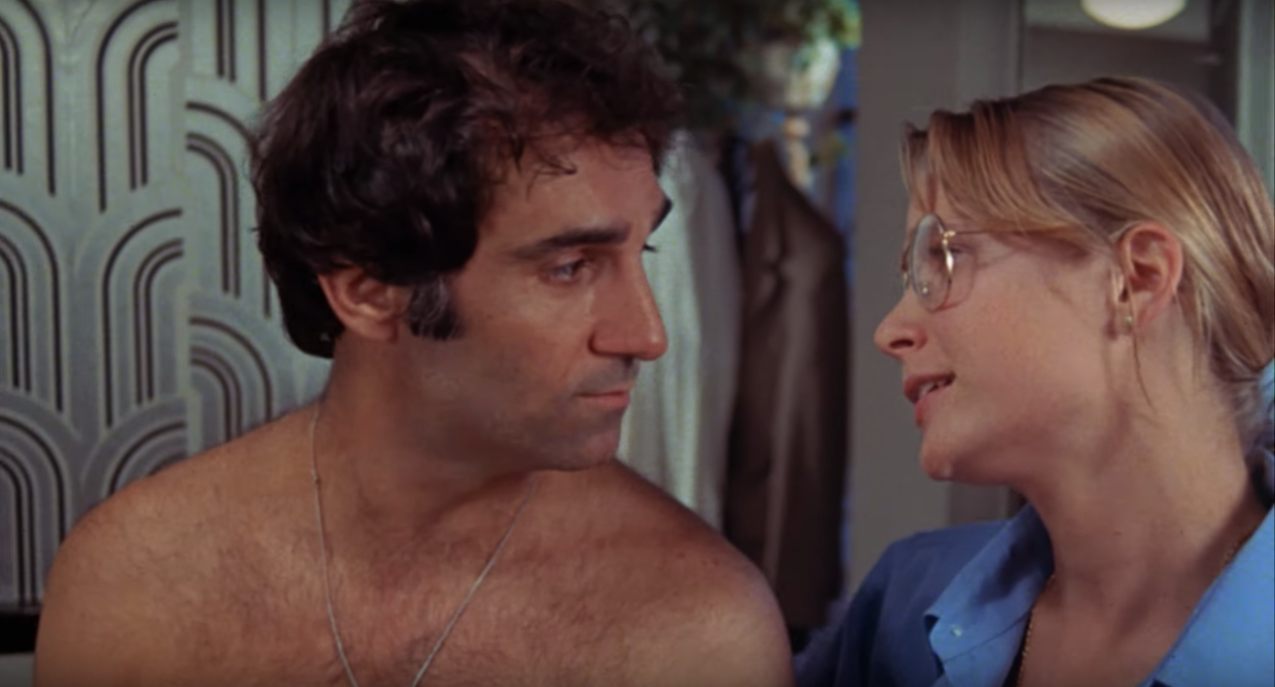
Tony Lo Bianco en una escena

La pel·lícula va ser finançada per Edgar Scherick i Daniel Blatt. Originalment se'ls va acreditar com a productors executius, però Cohen diu que quan van veure la pel·lícula acabada van insistir que se'n traguessin els noms.
Robert Forster va ser escollit originalment per al paper principal. Uns quants dies després de la filmació, ell i Cohen van tenir una baralla i Forster va renunciar. Forster va dir que Cohen "era un d'aquells nois que cridaven molt al plató, i jo vaig dir:" Ei, això no és per a mi. Deixa'm sortir d'aquí." Ens vam separar de manera amistosa i tot això." Cohen el va substituir per Tony Lo Bianco, que havia estat a l'obra de Cohen The Nature of the Crime.
Bernard Herrmann, que havia escrit la banda sonora de la pel·lícula anterior de Cohen És viu, va ser assignat originalment per fer la banda sonora de God Told Me To, i Cohen afirma a la pista del comentari del DVD que Herrmann va veure el primer tall de la pel·lícula immediatament després d'haver completat la sessió de gravació de Taxi Driver i va prendre notes sobre com creia que es podia musicalitzar. Tanmateix, en les següents 15 hores, Herrmann va morir. Aleshores, Cohen va demanar al compositor Miklós Rózsa que fes la música de la pel·lícula. Rózsa ho va rebutjar, dient "Déu m'ha dit que no". Frank Cordell va compondre la partitura escoltada a la versió publicada de God Told Me To, i tant aquesta com Taxi Driver estaven dedicats a Herrmann. El compositor Robert O. Ragland que més tard va escriure la pel·lícula de Cohen de 1982 Q va escriure dues de les cançons per a la pel·lícula.
La seqüència del "segrest alienígena", on una dona nua és arrossegada a l'interior cavernós d'una nau espacial extraterrestre, inclou imatges de maquetes genèriques (manipulades) de la sèrie de televisió de ciència-ficció de Gerry Anderson Space: 1999.
Andy Kaufman apareix com un policia posseït que es dispara a la desfilada de la Diada de Sant Patrici; va ser el primer paper de Kaufman en qualsevol pel·lícula, i el mateix metratge es va utilitzar més tard per al final d'un documental anomenat The Passion of Andy Kaufman, en un segment anomenat "Thus Spake Zarathustra", amb música d'Eumir Deodato. Sylvia Sidney apareix com la mare traumatitzada i perduda del detectiu Nicholas en una residència d'avis.

## Llançament
La pel·lícula va ser venuda a New World Pictures. No va funcionar bé en el llançament original, per la qual cosa es va tornar a publicar amb el títol de Demon.

### Recepció
Les crítiques inicials van ser negatives, i Roger Ebert va donar a la pel·lícula 1 sobre 4 . Des de llavors, la pel·lícula s'ha tornat a valorar, i Rolling Stone la va anomenar una de les "20 pel·lícules de terror més espantoses que mai has vist".
A principis de la dècada de 2010, Time Out London va realitzar una enquesta amb diversos autors, directors, actors i crítics que han treballat dins del gènere de terror per votar per les seves millors pel·lícules de terror. God Told Me To es va col·locar al número 94 de la seva llista de les 100 millors.